# Rodrigo Gil de Hontañón
Rodrigo Gil de Hontañón est un maître maçon et un architecte espagnol de la Renaissance, né à Rascafría, Ségovie, en 1500, et mort à Ségovie en 31 mai 1577.
Il est le fils naturel de l'architecte Juan Gil de Hontañón et de María Sanz et le demi-frère de Juan Gil de Hontañón le Jeune.
C’est l’un des principaux représentants de l'architecture de la Renaissance en Espagne.
Au long de sa vie son style évolue du Plateresque à un style plus classique.

## Principales réalisations
- Il a collaboré avec son père sur les chantiers des cathédrales gothiques de Salamanque et Ségovie.
- Après la mort de son père, en 1526, il est confirmé dans ses fonctions de maître des œuvres de la Cathédrale de Ségovie. Il a assisté à la pose de la première pierre de la nouvelle cathédrale le 8 juin 1525 par l'évêque de Ségovie, Diego Ribera de Toledo.
- Église Saint Jacques, Medina de Rioseco (1533- ).
- En 1538, il est nommé maître d'œuvre (capomaestro) pour la construction de la nouvelle cathédrale de Salamanque.
- Casa de la Salina, Salamanque (1538).
- Palais de Monterrey, Salamanque (1539).
- Cathédrale de Saint-Jacques-de-Compostelle. Façade latérale du nouveau cloître sur la place das Platerías (1540) sur les plans faits par Juan de Álava.
- Façade du Colegio Mayor Saint Ildefonse de l'Université d'Alcalá de Henares (1543-1583).
- Couvent de Bernardines (Salamanque) (1552).
- Palais des Guzmanes, León (1559-1566).
- Après la mort de Juan de Álava (1537), il lui succède à la direction des travaux de la Cathédrale nouvelle de Plasencia et du Couvent de Saint Étienne en Salamanque.
- En 1564 Rodrigo Gil de Hontañón et Hernan Gonzalez de Lara, maîtres d'œuvre (capomaestro) du Cathédrale de Tolède, sont consultés sur le projet de Jean de Bautista de Tolède pour l'agrandissement du Monastère de l’Escurial.

Il est mort à Ségovie le 31 mai 1577 et a été enterré dans le chœur de la cathédrale.

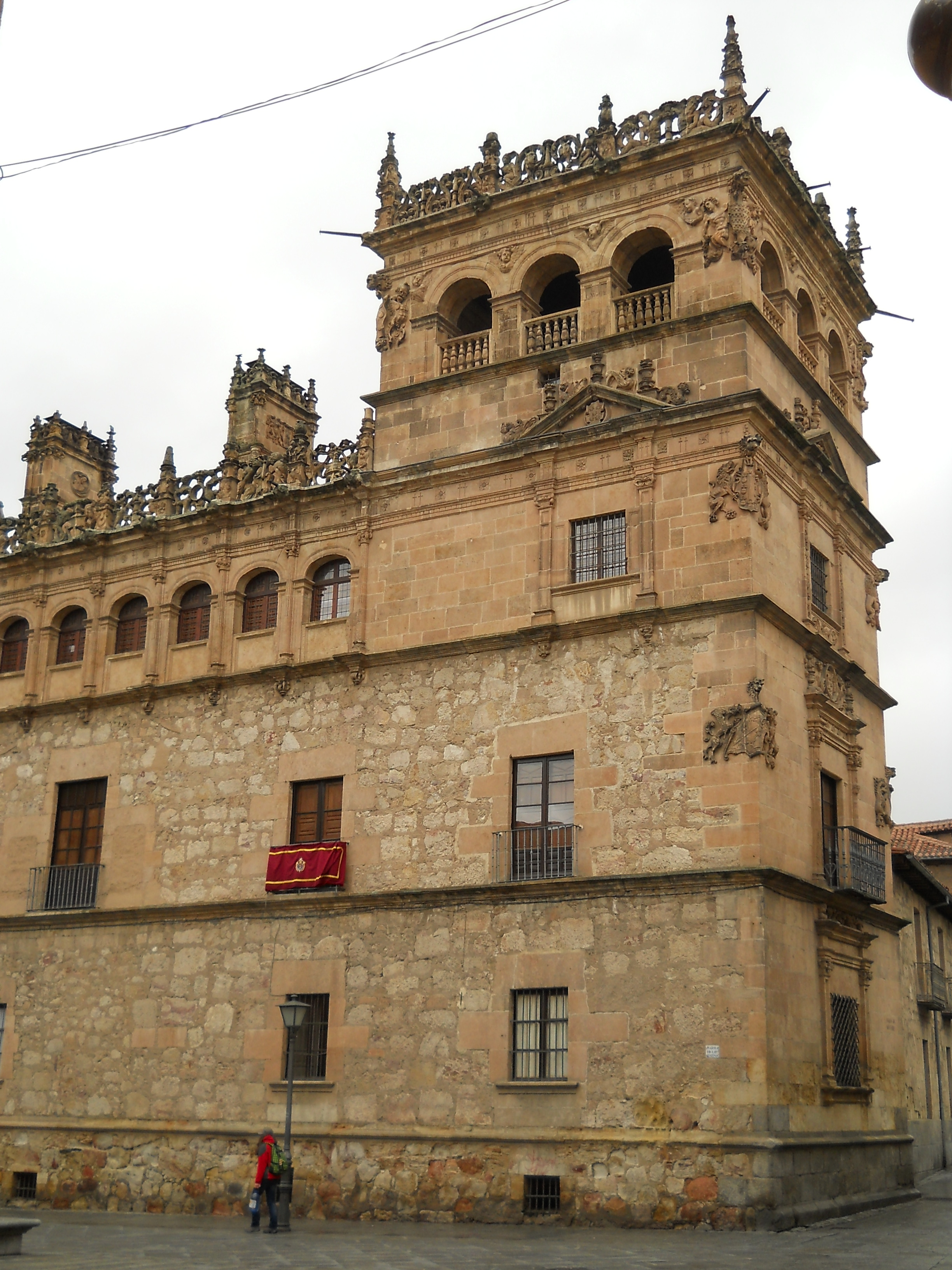
Palais de Monterrey Salamanque
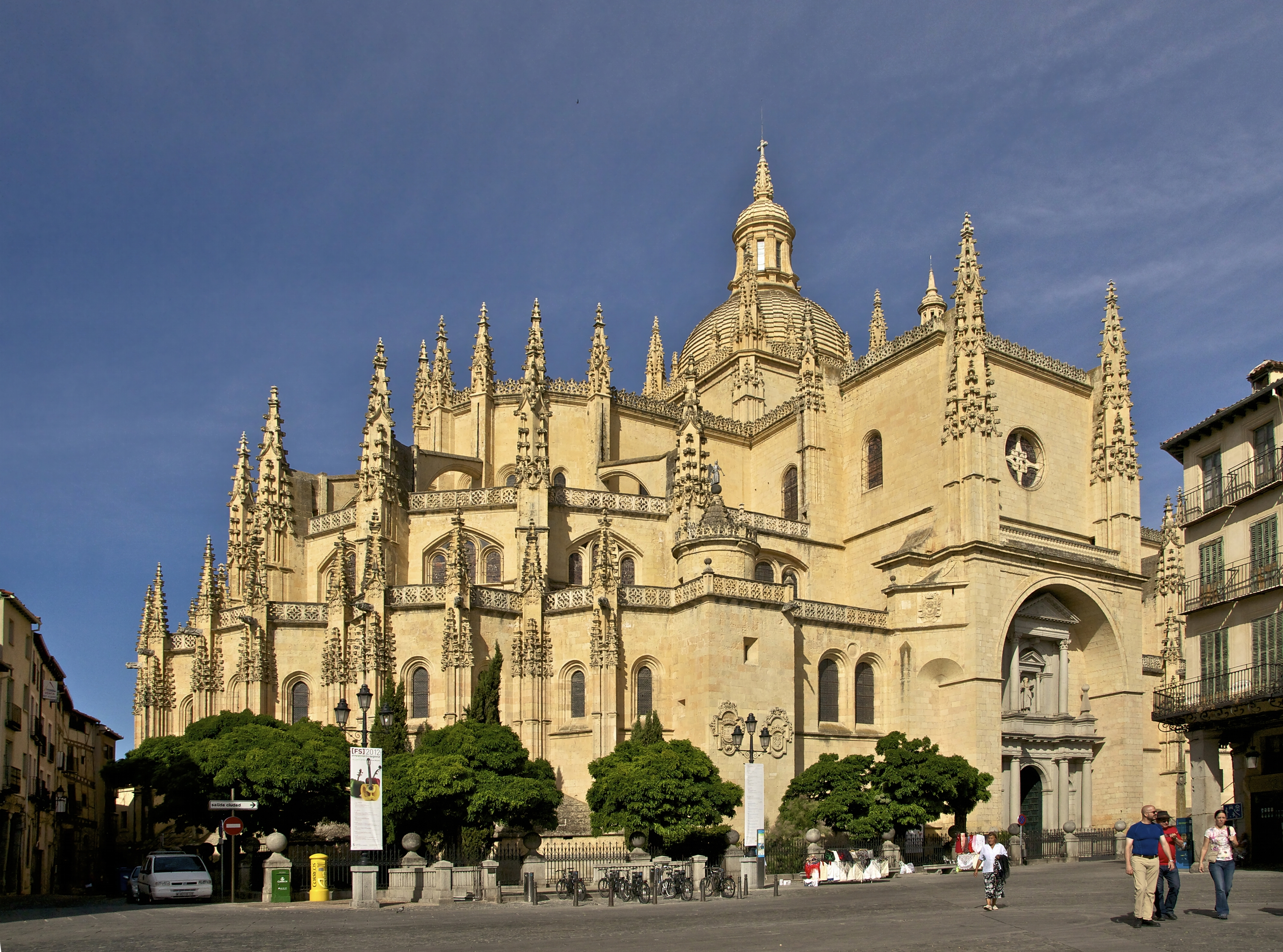
Cathédrale de Ségovie
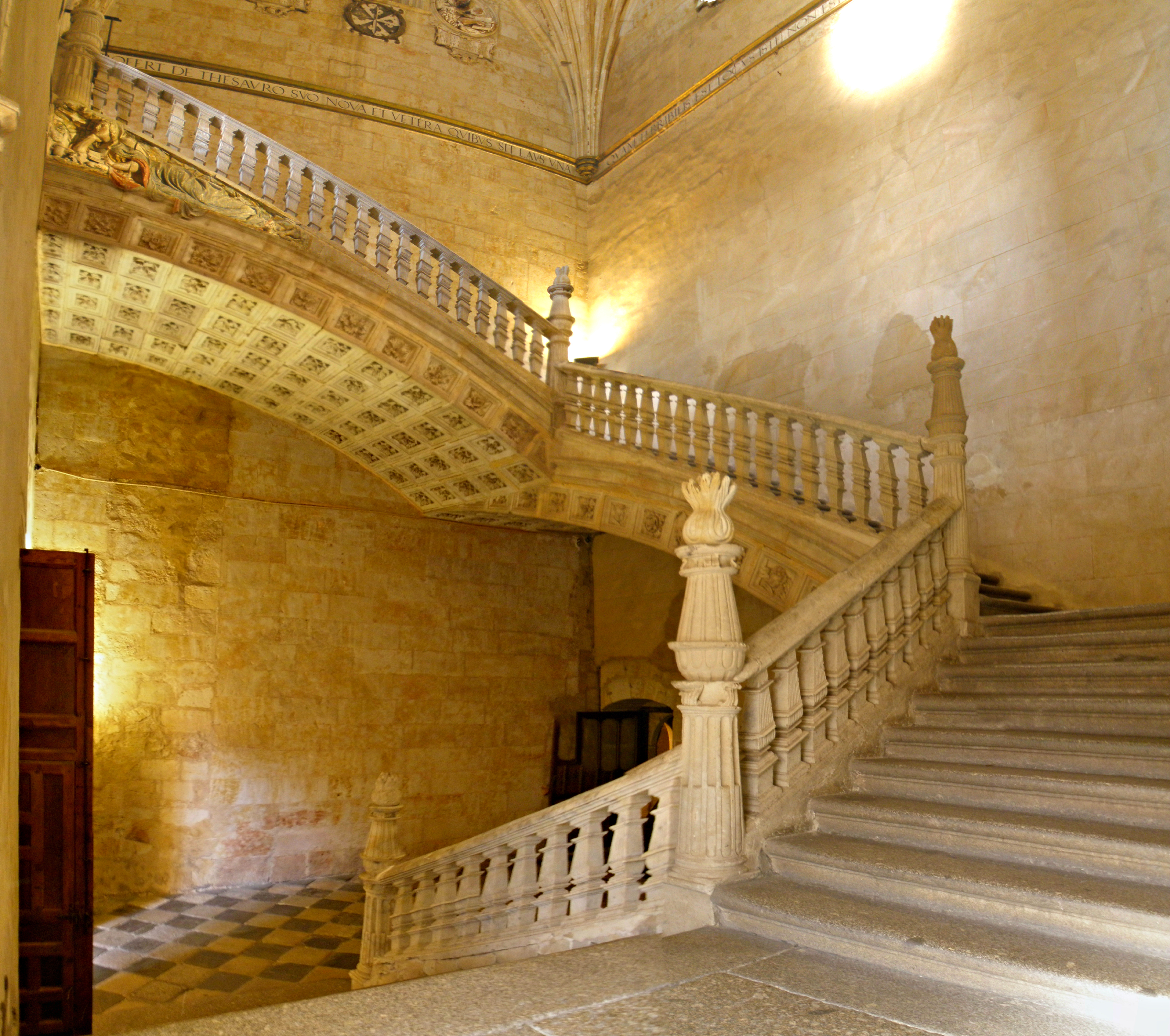
Escalier de Soto Couvent de Saint Étienne. Salamanque
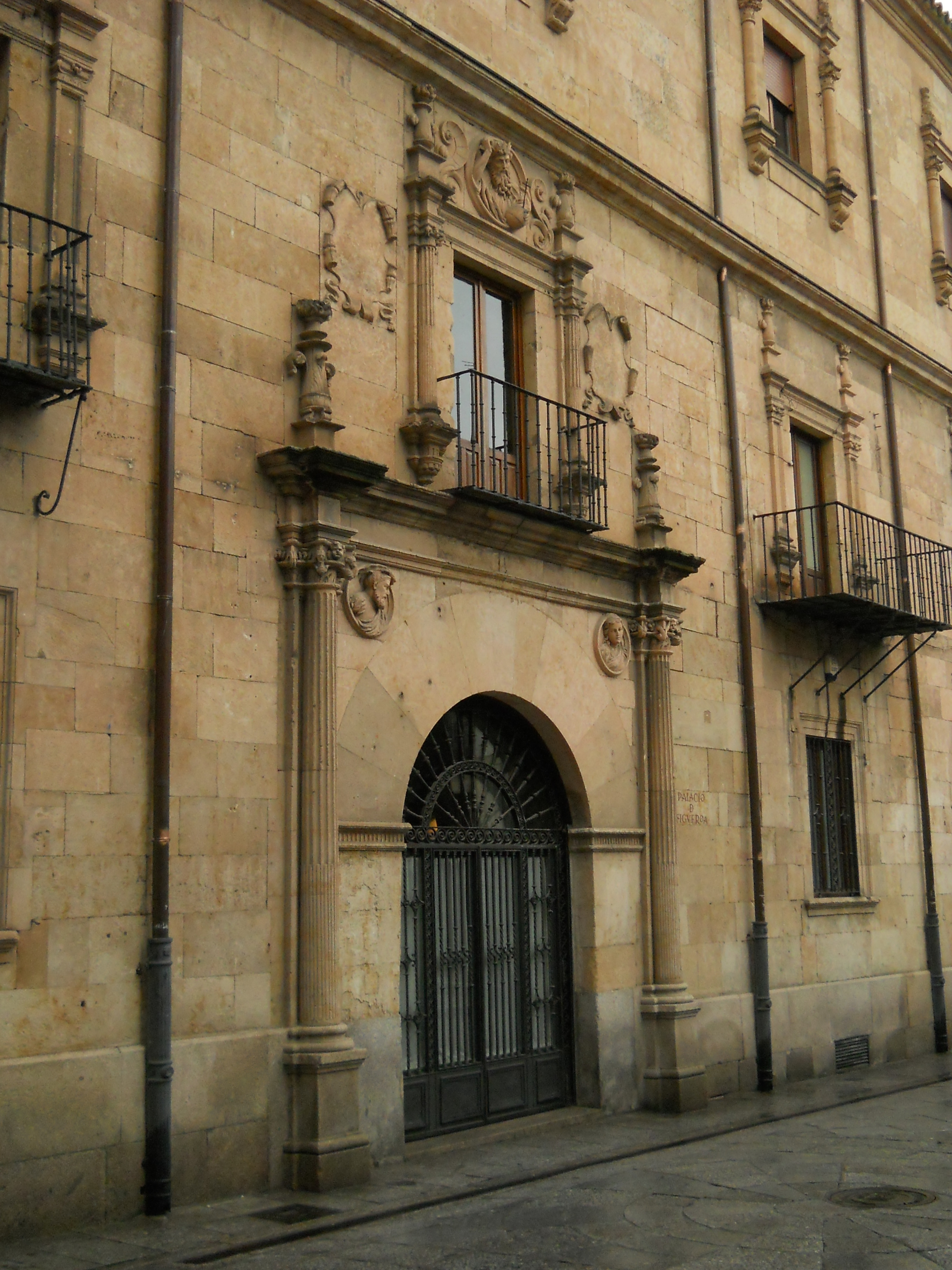
Palais Figueroa Salamanque
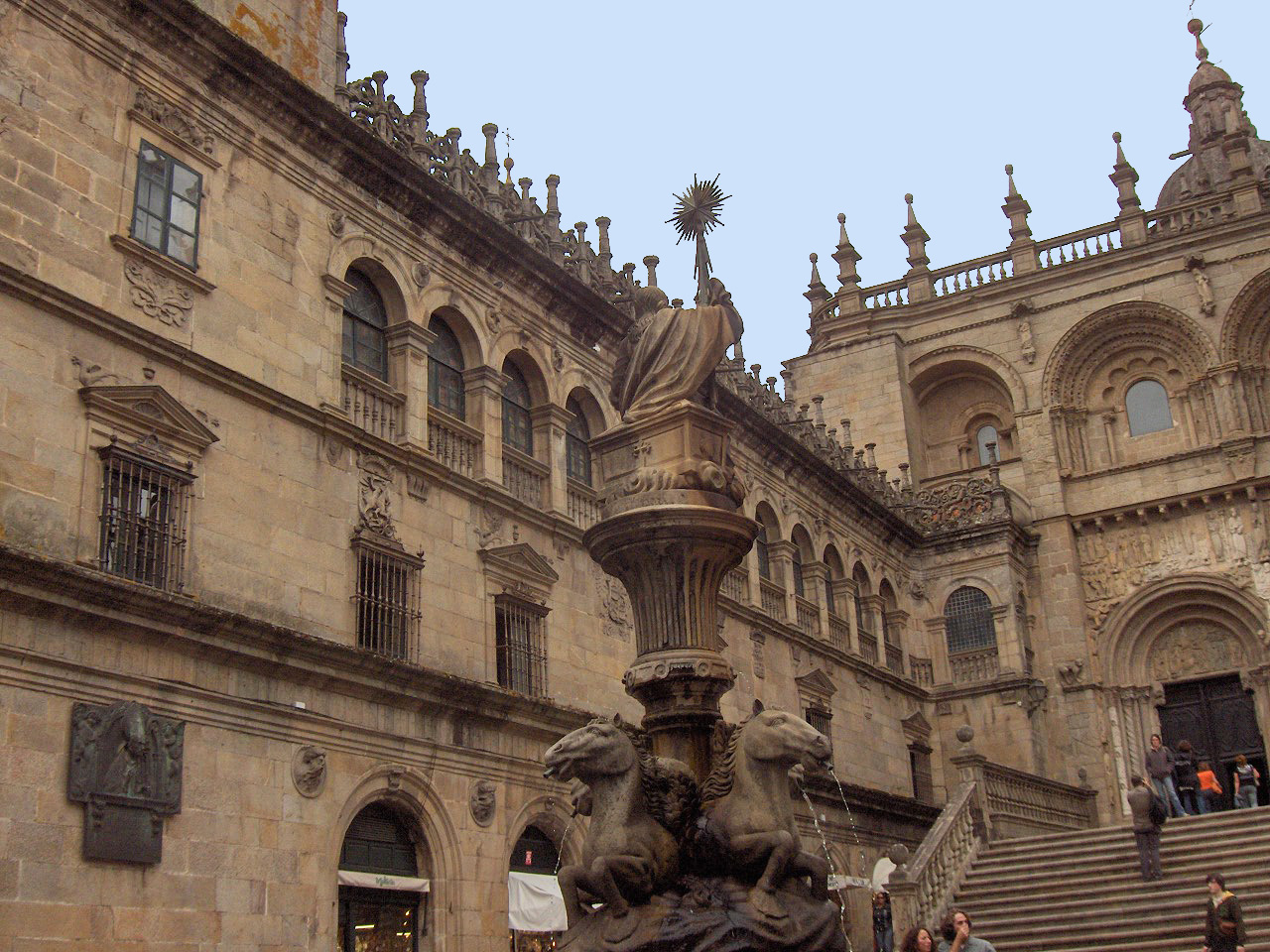
Façade latérale du cloître Cathédrale de Saint-Jacques-de-Compostelle